# Cattolici irlandesi
I cattolici irlandesi sono un gruppo etnoreligioso nativo dell'Irlanda che sono cattolici e irlandesi nel contempo. Gli irlandesi cattolici hanno conosciuto nella loro storia una grande diaspora, con 3.600.000 di emigrati totali nei soli Stati Uniti d'America.

## Storia
Le divisioni tra i cattolici irlandesi ed i protestanti irlandesi ebbero un ruolo importante nella storia d'Irlanda tra XVI e XX secolo, in particolare nella Home Rule Crisis e nel periodo del conflitto nordirlandese. Se la regione fu il discrimine di queste divisioni, i contenziosi in pratica furono principalmente politici e collegati al potere del governo. Ad esempio, mentre la maggior parte dei cattolici irlandesi si vedeva con un'identità nazionale indipendente da quella dei Britanni ma da questi erano esclusi dalla gestione del potere statale, diversi furono gli istigatori di rivolte contro il governo britannico dove a comandare erano de facto i protestanti nazionalisti irlandesi, quei protestanti che pur essendo irlandesi si opponevano al separatismo dalla Gran Bretagna. Nel corso della rivolta irlandese del 1798 cattolici e presbiteriani, che non erano parte della chiesa d'Irlanda, si trovarono a combattere per una causa comune.
I cattolici irlandesi si trovano ancora oggi in molti paesi nel mondo, in particolare nella cosiddetta anglosfera. L'emigrazione incrementò notevolmente a causa della grande carestia a metà Ottocento. Negli Stati Uniti, l'ostilità e la violenza nei confronti dei cattolici irlandesi venne espressa tramite il movimento "Know Nothing" della metà dell'Ottocento secolo e da alti movimenti anti-cattolici e anti-irlandesi nel XIX secolo. nel XX secolo, i cattolici irlandesi apparivano ormai assimilati nella società statunitense.